# Bovista brunnea
Bovista brunnea är en svampart som beskrevs av Berk. 1855. Bovista brunnea ingår i släktet äggsvampar och familjen Agaricaceae.   Inga underarter finns listade i Catalogue of Life.